# David Irving
David John Cawdell Irving (n. 24 martie 1938, Brentwood, Anglia, Regatul Unit) este un autor și negaționist al Holocaustului britanic care a scris lucrări cu privire la istoria politico-militară a celui de-al Doilea Război Mondial, cu accent pe Germania Nazistă. Printre lucrările sale se numără The Destruction of Dresden (1963), Hitler's War (1977), Churchill's War (1987) și Goebbels: Mastermind of the Third Reich (1996). În lucrările sale, el a susținut că Hitler nu cunoștea activitățile de exterminare a evreilor pentru că s-ar fi împotrivit, dacă ar fi aflat. Deși vederile revizioniste ale lui Irving cu privire la cel de-al Doilea Război Mondial nu au fost niciodată luate în serios de către istorici, el a fost o dată recunoscut pentru cunoștințele sale despre Germania Nazistă și pentru capacitatea lui de a descoperi noi documente istorice.
Irving s-a automarginalizat în 1988 când, bazându-se pe citirea raportului pseudoștiinfic Leuchter, el a început să susțină inexistența Holocaustului, negând în special că evreii au fost uciși prin gazare în lagărul de exterminare de la Auschwitz.
Reputația lui Irving ca istoric a fost discreditată atunci când, după ce a depus plângere împotriva istoricului american Deborah Lipstadt și a editurii Penguin Books și a pierdut procesul de calomnie, s-a demonstrat că a denaturat dovezi istorice în mod deliberat pentru a promova negarea Holocaustului. Tribunalul britanic a constatat că Irving era un rasist, antisemit și negaționist activ al Holocaustului, care „pentru propriile sale motive ideologice a denaturat persistent și deliberat dovezile istorice”. În plus, tribunalul a constatat că lucrările lui Irving au denaturat rolul îndeplinit de Adolf Hitler în realizarea Holocaustului pentru a-l descrie pe Hitler într-o lumină favorabilă.

## Primii ani

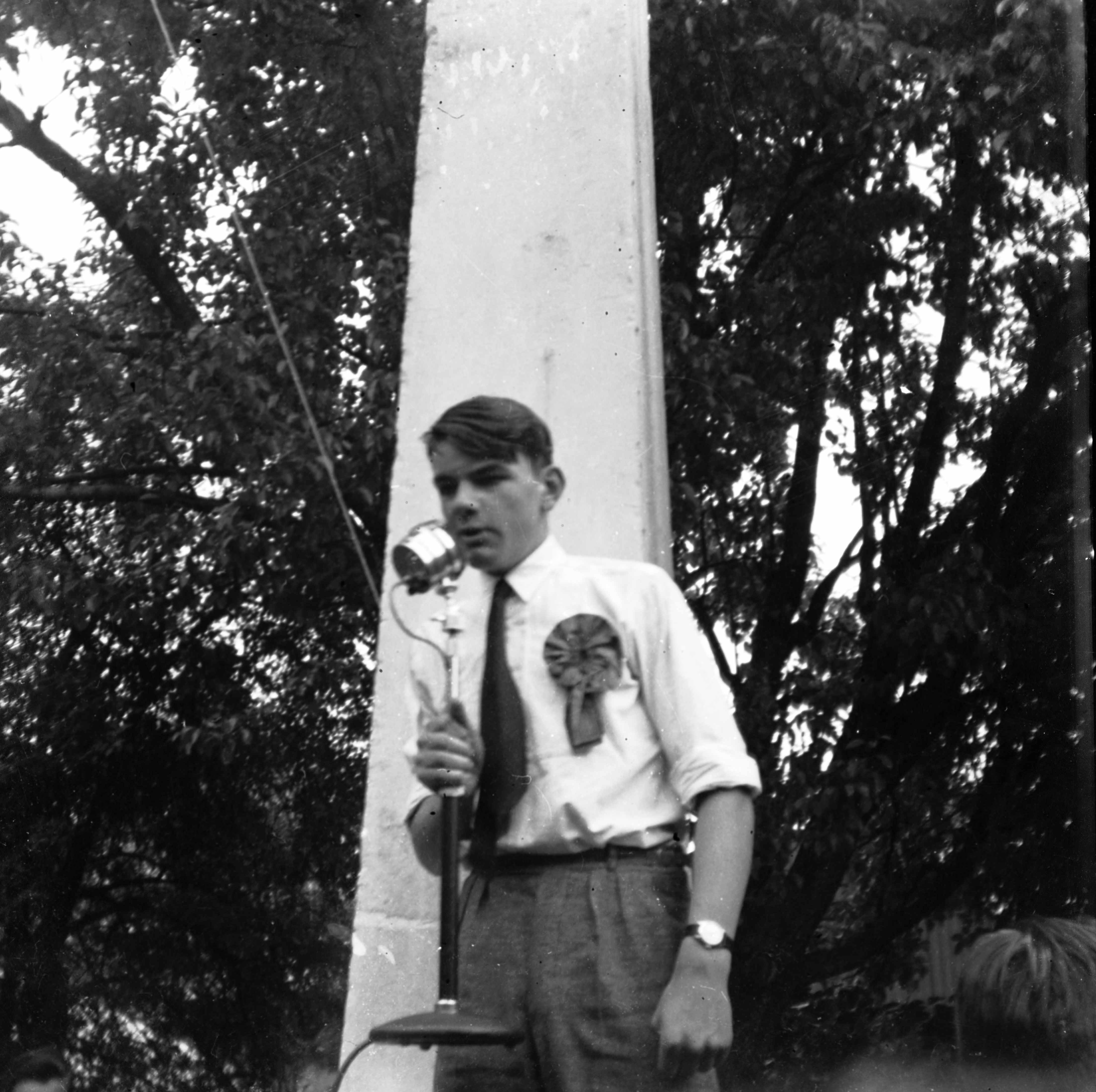
Irving în 1955

Irving și fratele său geamăn s-au născut în Hutton, în apropiere de Brentwood, Essex, Anglia. Tatăl său, John James Cawdell Irving (1898-1967), era un ofițer de marină de carieră și comandant în Marina Regală, iar mama lui, Beryl Irving (născută Newington), ilustratoare și scriitoare de cărți pentru copii. Fratele său geamăn, Nicholas Irving, a spus că „David obișnuia să fugă către casele bombardate strigând „Heil Hitler!””, o declarație pe care David Irving o neagă.
În timpul celui de-al Doilea Război Mondial, tatăl lui Irving a fost ofițer la bordul crucișătorului HMS Edinburgh. Pe 30 aprilie 1942, în timp ce escorta Convoi QP 11 în Marea Barents, nava a fost grav avariată de către submarinul german U-456. Două zile mai târziu, ea a fost atacată de către ambarcațiunile de suprafață și, neputând fi recuperată, a fost abandonată și scufundată de o torpilă a HMS Foresight. Tatăl lui Irving a supraviețuit, dar a rupt toate legăturile cu soția și copiii săi, după acest incident.
Irving a urmat ulterior timp de doi ani cursuri de economie politică la University College din Londra, dar, cu toate acestea, el din nou a trebuit să renunțe din cauza lipsei de fonduri. În această perioadă, el a participat la o dezbatere cu privire la imigrația în Commonwealth, susținându-l pe fondatorul Uniunii Fasciștilor Britanici Sir Oswald Mosley și a fost huiduit.

## Autor

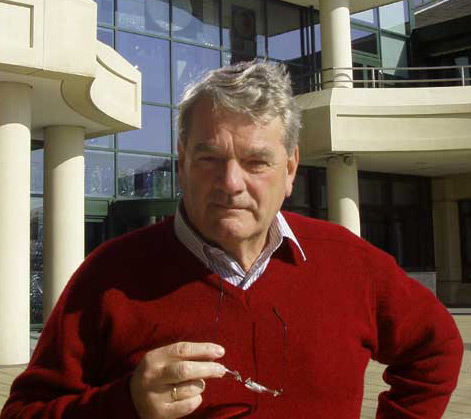
Irving la Arhivele Naționale ale Marii Britanii, 2003

Irving a tradus Memoriile feldmareșalului Wilhelm Keitel în 1965 (editate de Walter Görlitz), iar în 1967 a publicat Accident: The Death of General Sikorski. În această din urmă carte, Irving a susținut că accidentul de avion în care a fost ucis liderul guvernului polonez în exil generalul Władysław Sikorski în 1943 a fost de fapt un asasinat comandat de către Winston Churchill, astfel încât să-i permită lui Churchill să trădeze Polonia în favoarea Uniunii Sovietice. Cartea lui Irving a inspirat piesa extrem de controversată Soldiers (1967) a prietenului său, dramaturgul german Rolf Hochhuth, în care Hochhuth l-a descris pe Churchill ordonând „asasinarea” generalului Sikorski.
În 1971 Irving a tradus memoriile generalului Reinhard Gehlen și în 1973 a publicat The Rise and Fall of the Luftwaffe, o biografie a feldmareșalului Erhard Milch. Și-a petrecut restul anilor 1970 lucrând la Hitler's War  și The War Path, biografia lui Adolf Hitler în două părți; The Trail of the Fox, o biografie a feldmareșalului Erwin Rommel; și o serie în Sunday Express în care descria faimosul raid Dam Busters al Royal Air Force. În 1975, în introducerea sa la Hitler und seine Feldherren, ediția germană a cărții Hitler's War, Irving a atacat jurnalul Annei Frank ca fiind o plăsmuire, susținând în mod fals că un tribunal din New York a decis că jurnalul era în realitate creația scenaristului american Meyer Levin „în colaborare cu tatăl fetei”.

## Revizionism
În 1981, el a publicat două cărți. Prima a fost The War Between the Generals, în care Irving a oferit o prezentare a Înaltului Comandament Aliat de pe Frontul de Vest în 1944-1945, detaliind conflictele aprinse care ar fi avut loc, potrivit lui Irving, între generalii din diversele țări și prezentând zvonuri despre viața lor privată. Cea de-a doua carte a fost Uprising!, despre revoluția din 1956 din Ungaria, pe care Irving a caracterizat-o ca fiind „în primul rând o revoltă antievreiască”, din cauza faptului presupus că regimul comunist era controlat de evrei. Reprezentarea de către Irving a regimului comunist al Ungariei ca o dictatură evreiască ce-i oprima pe neevrei i-au atras acuzații de antisemitism. În plus, au existat plângeri că Irving a exagerat numărul de persoane de origine evreiască a regimului comunist și a ignorat faptul că liderii comuniști maghiari care aveau origine evreiască precum Mátyás Rákosi și Ernő Gerő au repudiat total iudaismul și au exprimat ei-înșiși, uneori, atitudini antisemite. Criticii precum Neal Ascherson și Kai Bird au evidențiat limbajul folosit de Irving care părea să evoce imagini antisemite ca în observația lui că Rákosi poseda „tactul unui măcelar cașer”.
În 1989, Irving a publicat biografia lui Hermann Göring.

## Negarea Holocaustului
Într-o notă de subsol la prima ediție a cărții Hitler's War, Irving a scris: „eu nu pot accepta punctul de vedere... [că] există un document semnat de Hitler, Himmler sau Heydrich vorbind de exterminarea evreilor”. În 1982, Irving a făcut o încercare de a unifica toate grupurile neonaziste din Marea Britanie într-un singur partid numit Focus, în care el va juca un rol principal. Irving s-a descris pe sine ca un „fascist moderat” și a vorbit despre planurile de a deveni prim-ministru al Regatului Unit. Încercarea nu a reușit din cauza problemelor financiare. Irving a spus ziarului Oxford Mail că avea „legături la un nivel scăzut”, cu Frontul Național Britanic. Irving a descris The Spotlight, revista principală a Liberty Lobby, ca fiind „un excelent bilunar”. În același timp, Irving a pus pe peretele său o copie a „Discursului Profetic” al lui Hitler din 30 ianuarie 1939, promițând „anihilarea rasei evreiești în Europa” dacă „bancherii evrei” vor începe un alt război mondial.
Într-un discurs din 1986, ținut în Australia Irving a susținut că fotografiile supraviețuitorilor și celor morți în Holocaust făcute la începutul anului 1945 de soldații Aliați erau dovada că Aliații erau responsabili pentru Holocaust, nu germanii. Irving a afirmat că Holocaustul nu a fost opera unor lideri naziști, ci mai degrabă a unor „criminali fără nume”, și a susținut că „acești oameni [care i-au ucis pe evrei] au acționat după propriul lor impuls, propria lor inițiativă, în contextul general de brutalitate creat de cel de-al Doilea Război Mondial, în care, desigur, bombardamentele Aliate au avut un rol”. Într-un alt discurs din 1986, de data aceasta în Atlanta, Irving a susținut că „istoricii au o orbire atunci când vine vorba de Holocaust, pentru ca boala Tay-Sachs este o boală evreiască care provoacă orbire”.

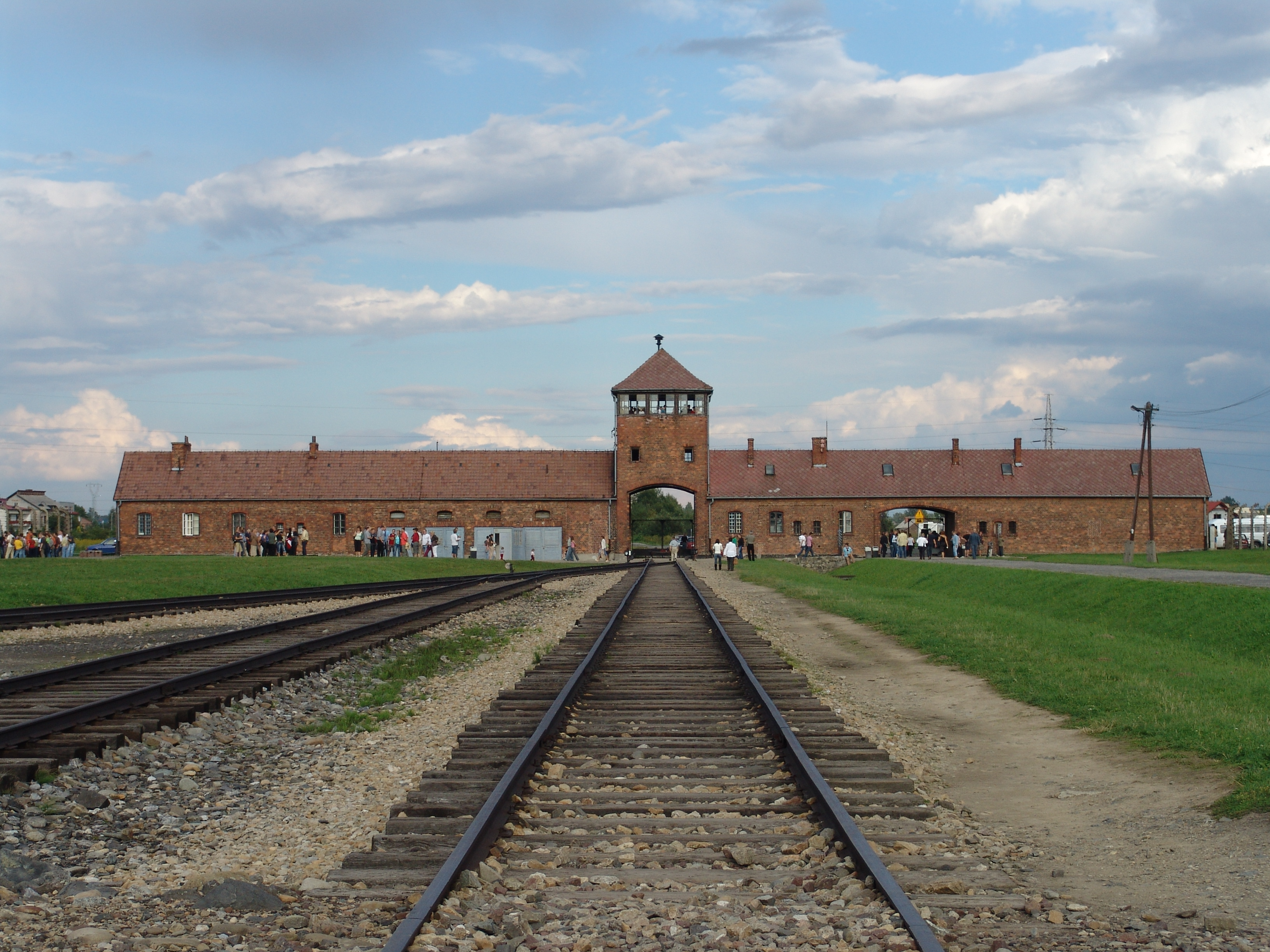
Poarta principală de la Auschwitz II-Birkenau. În 1992, în timpul apelului său față de condamnarea sa pentru negarea Holocaustului, Irving a numit Auschwitz-ul o „atracție turistică”.

În ianuarie 1990 Irving a ținut un discurs la Moers unde a afirmat că doar 30.000 de oameni au murit la Auschwitz între 1940-1945, toți din cauze naturale, ceea ce era egal — așa a susținut el — cu numărul celor uciși într-un raid aerian asupra orașelor germane. Irving a susținut că nu au existat camere de gazare în lagărul morții, precizând că actualele rămășițe au fost „machete construite de polonezi”. Pe 21 aprilie 1990, Irving a repetat același discurs în München, care a condus la condamnarea sa pentru negarea Holocaustului în München pe data de 11 iulie 1991. Instanța l-a amendat pe Irving cu 7.000 de mărci. Irving a făcut apel și a primit o amendă de 10.000 de mărci pentru repetarea aceleiași observații în sala de judecată pe 5 mai 1992. În timpul recursului din 1992, Irving i-a chemat pe cei prezenți în sala de judecată din München să „lupte pentru poporul german și să pună capăt minciunii Holocaustului, care i s-a spus acestei țări timp de cincizeci de ani”. Irving a spus că lagărul de exterminare de la Auschwitz este o „atracție turistică”, ale cărui origini, susținea Irving, datează dintr-un „plan ingenios” elaborat de British Psychological Warfare Executive în 1942 pentru a răspândi propaganda antigermană că politica de stat în Germania era „folosirea camerelor de gazare pentru a ucide milioane de evrei și de alți indezirabili”. În același discurs, Irving l-a denunțat pe judecător ca un „cretin alcoolic și senil”. Ca urmare a condamnării sale pentru negarea Holocaustului, lui Irving i s-a mai interzis să intre pe teritoriul Germaniei.
Într-un alt discurs din 1991, ținut de data aceasta în Regina, Irving a numit Holocaustul „o înșelătorie majoră... Nu au existat camere de gazare. Ele au fost falsuri și înșelătorii”.

## Scrieri

### Cărți
- The Destruction of Dresden (1963) ISBN: 0-7057-0030-5, updated and revised 1995 as Apocalypse 1945, The Destruction of Dresden[nefuncțională – arhivă]
, further revised Arhivat în 23 iulie 2014, la Wayback Machine. for 2007
- The Mare's Nest Arhivat în 13 mai 2015, la Wayback Machine. (1964)
- The Virus House (1967)
- The Destruction of Convoy PQ17 Arhivat în 21 septembrie 2017, la Wayback Machine. (1968). Updated Arhivat în 21 septembrie 2017, la Wayback Machine. in 2009.
- Accident – The Death of General Sikorski Arhivat în 15 februarie 2019, la Wayback Machine. (1967) ISBN: 0-7183-0420-9
- Breach of Security (1968) ISBN: 0-7183-0101-3
- The Rise and Fall of the Luftwaffe Arhivat în 5 decembrie 2022, la Wayback Machine. (1973), a biography of Erhard Milch ISBN: 0-316-43238-5
- The Night the Dams Burst (1973). (Part 1, Part 2, Part 3)
- Hitler's War (1977), updated in 2000 as a millennium edition Arhivat în 10 septembrie 2013, la Wayback Machine.
- The Trail of the Fox (1977), a biography of Erwin Rommel ISBN: 0-525-22200-6, reissued 1999 in Wordsworth Military Library, ISBN: 1-84022-205-0
- The War Path (1978) ISBN: 0-670-74971-0
- The War Between the Generals (1981)
- Uprising! (1981), ISBN: 0-949667-91-9
- The Secret Diaries of Hitler's Doctor Arhivat în 24 septembrie 2015, la Wayback Machine. (1983) ISBN: 0-02-558250-X
- The German Atomic Bomb: The History of Nuclear Research in Nazi Germany (1983) ISBN: 0-306-80198-1
- Der Morgenthau Plan 1944–45  (in German only) (1986)
- War between the Generals (1986) ISBN: 0-86553-069-6. Updated Arhivat în 21 august 2017, la Wayback Machine. in 2010.
- Hess, the Missing Years (1987) Macmillan, ISBN: 0-333-45179-1
- Churchill's War (1987) ISBN: 0-947117-56-3 (Part 1 Arhivat în 9 august 2017, la Wayback Machine., Part 2[nefuncțională – arhivă]
, Part 3 Arhivat în 9 august 2017, la Wayback Machine., Part 4 Arhivat în 9 august 2017, la Wayback Machine.)
- Destruction of Convoy PQ-17 (1968), reprint (1980) ISBN: 0-312-91152-1
- Göring Arhivat în 13 iulie 2020, la Wayback Machine. (1989), biography of Hermann Göring ISBN: 0-688-06606-2. Updated Arhivat în 12 septembrie 2014, la Wayback Machine. in 2010.
- Das Reich hört mit  (in German only) (1989)
- Hitler's War (1991), revised edition, incorporating The War Path
- Der unbekannte Dr. Goebbels Arhivat în 21 iulie 2017, la Wayback Machine.  (in German only) (1995)
- Goebbels – Mastermind of the Third Reich Arhivat în 18 septembrie 2017, la Wayback Machine. biography of Joseph Goebbels (1996) ISBN: 1-872197-13-2. Cleaned-up and corrected Arhivat în 11 ianuarie 2017, la Wayback Machine. in 2014
- Nuremberg: The Last Battle Arhivat în 21 august 2014, la Wayback Machine. (1996) ISBN: 1-872197-16-7
- Churchill's War Volume II: Triumph in Adversity (1997) ISBN: 1-872197-15-9 (Part 1 Arhivat în 22 august 2017, la Wayback Machine., Part 2 Arhivat în 22 august 2017, la Wayback Machine., Part 3 Arhivat în 22 august 2017, la Wayback Machine.)
- Hitler's War and the War Path (2002) ISBN: 1-872197-10-8

### Traduceri
- The Memoirs of Field-Marshal Keitel (1965)
- The Memoirs of General Gehlen (1972)

### Monografii
- The Night the Dams Burst (1973)
- Von Guernica bis Vietnam  (numai în limba germană) (1982)
- Die deutsche Ostgrenze  (numai în limba germană) (1990)
- Banged Up Arhivat în 25 februarie 2009, la Wayback Machine. (2008)